# Typhleotris madagascariensis
Typhleotris madagascariensis is een straalvinnige vissensoort uit de familie van de slaapgrondels (Eleotridae). De wetenschappelijke naam van de soort is voor het eerst geldig gepubliceerd in 1933 door Petit. De soort staat op de Rode Lijst van de IUCN geklasseerd als 'bedreigd'.
De soort is endemisch in Madagaskar, waar deze alleen voorkomt in "ondergrondse wateren", zoals in grotten, zinkgaten en wellen in het zuidwestelijke deel van het eiland. In het Nationaal park Tsimanampesotse komt de soort voor in veel kalksteengrotten, zoals de Mitoho Grotto. 
'